# 알카라윈 대학교

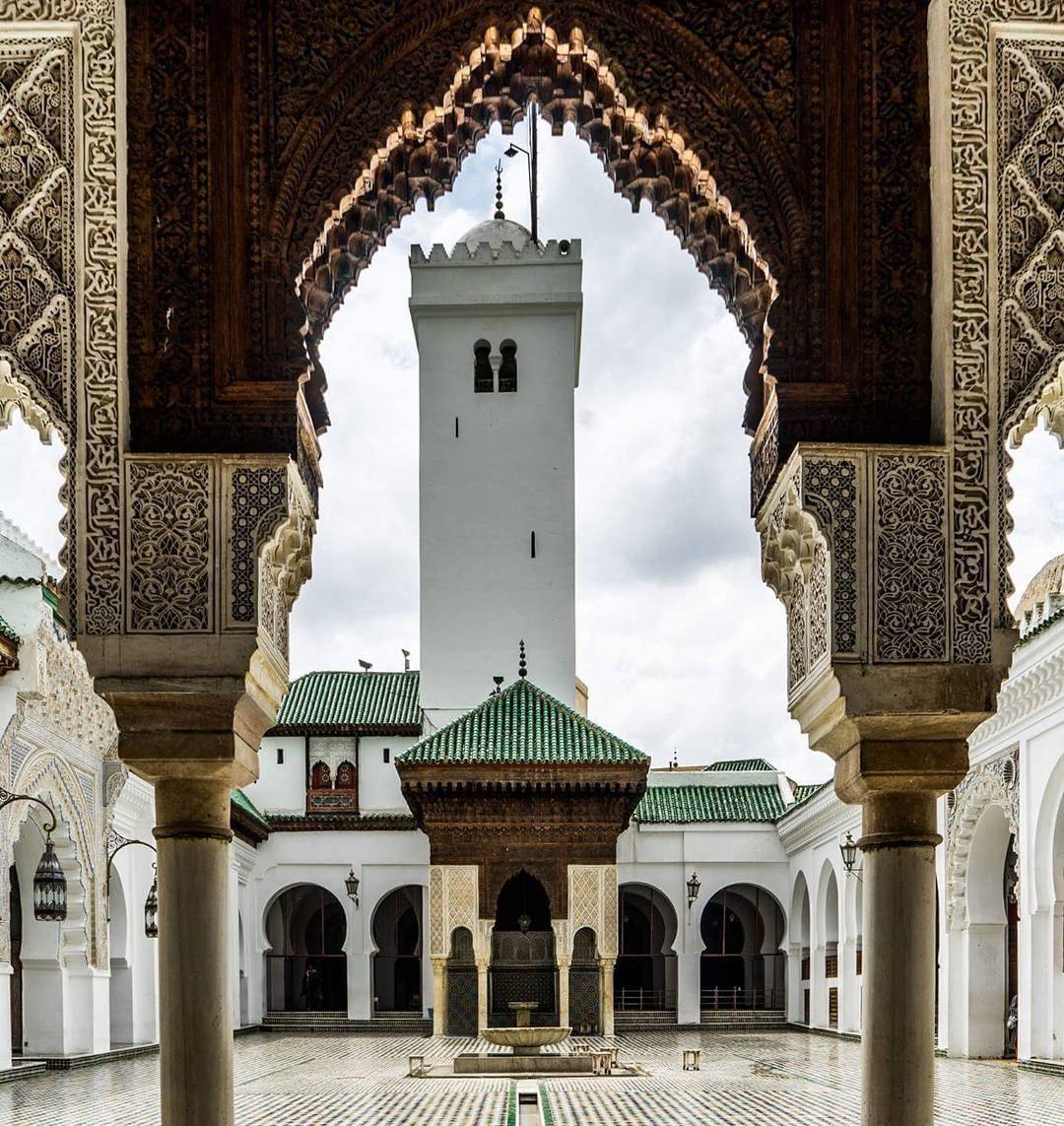

알카라윈 대학교 또는 알카라윈 모스크는 모로코 페스에 위치한 대학교이다. 유네스코와 기네스북 세계 기록에 따르면 세계에서 가장 오래되고 현존하고 운영되고 있는 고등 교육 기관이다. 학자들에 의해 가장 오래된 대학교로 언급되기도 한다.
이 모스크는 북아프리카 최대의 모스크이다. 후에 케로안 대학으로 이용된 적도 있다. 주변에는 13세기에 세워진, 페스의 가장 오래된 신학교라는 세파린 신학교, 14세기에 세워진 메스바히아 신학교, 17세기에 세워진 페스 최대의 세라틴 신학교 등 오래된 신학교 건물이 많은데, 내부 관람은 금지되어 있다.